# Nederlands Maritiem en Aeronautisch Reddings Coördinatie Centrum Den Helder
Das Nederlands Maritiem en Aeronautisch Reddings Coördinatie Centrum Den Helder (JRCC Den Helder) ist der operative Teil der niederländischen Küstenwache und die offizielle Rettungsleitstelle für das Seegebiet der niederländischen Nordseeküste und den Luftraum der Niederlande (MRCC und ARCC). Es untersteht dem Verteidigungsministerium und ist auf der Marinebasis in Den Helder untergebracht.

## Aufgaben
Das JRCC Den Helder koordiniert alle Maßnahmen des Such- und Rettungsdienstes (SAR) im überwachten Seegebiet und Luftraum der Niederlande. Das intern als Front Office bezeichnete JRCC hat eine kontinuierliche (24-h) Besetzung mit 5 Personen:
- 1 Diensthabender Offizier
- 3 Wachoffiziere
- 1 Strafverfolgungsbeamter

## Den Helder Rescue
| Erreichbarkeit JRCC Den Helder |                       |
| Mail                           | ccc@kustwacht.nl      |
| Funkrufname                    | Den Helder Rescue     |
| MMSI                           | 00 244 2000           |
| UKW                            | Kanal 16              |
| DSC                            | Kanal 70              |
| Grenzwelle                     | 2187,5 kHz            |
| Telefon                        | +31 9000 111 oder 112 |

Der Rufname des JRCC Den Helder lautet DEN HELDER RESCUE. Alle Notrufe von Seefahrzeugen im niederländischen Bereich der Nordsee einschließlich Wattenmeer und IJsselmeer werden hier entgegengenommen, um im Notfall die erforderlichen Notmaßnahmen einzuleiten. Die permanente Überwachung des Seenotfunks im Rahmen des GMDSS sichert die Aufnahme aller Notrufe im überwachten Bereich. Durch das Automatic Identification System (AIS) sind die Positionen aller Schiffe im überwachten Seebereich bekannt, sodass schnell entschieden werden kann, wie am schnellsten und besten Hilfe geleistet werden kann.
Der Dienst der Seenotfunküberwachung wurde seit 1904 von der alten Rijkskuststation Scheveningen Radio in IJmuiden wahrgenommen. Nach Gründung der Nederlandse Kustwacht 1987 wurde daher das Kustwachtcentrum auch dort in IJmuiden untergebracht. Nach Zuordnung der Küstenwache zum Verteidigungsministerium zog auch das JRCC mit der Funkstation nach Den Helder auf die Marinebasis der Niederländischen Marine. Scheveningen Radio wurde am 31. Dezember 1998 abgeschaltet.

## SAR-Einsätze

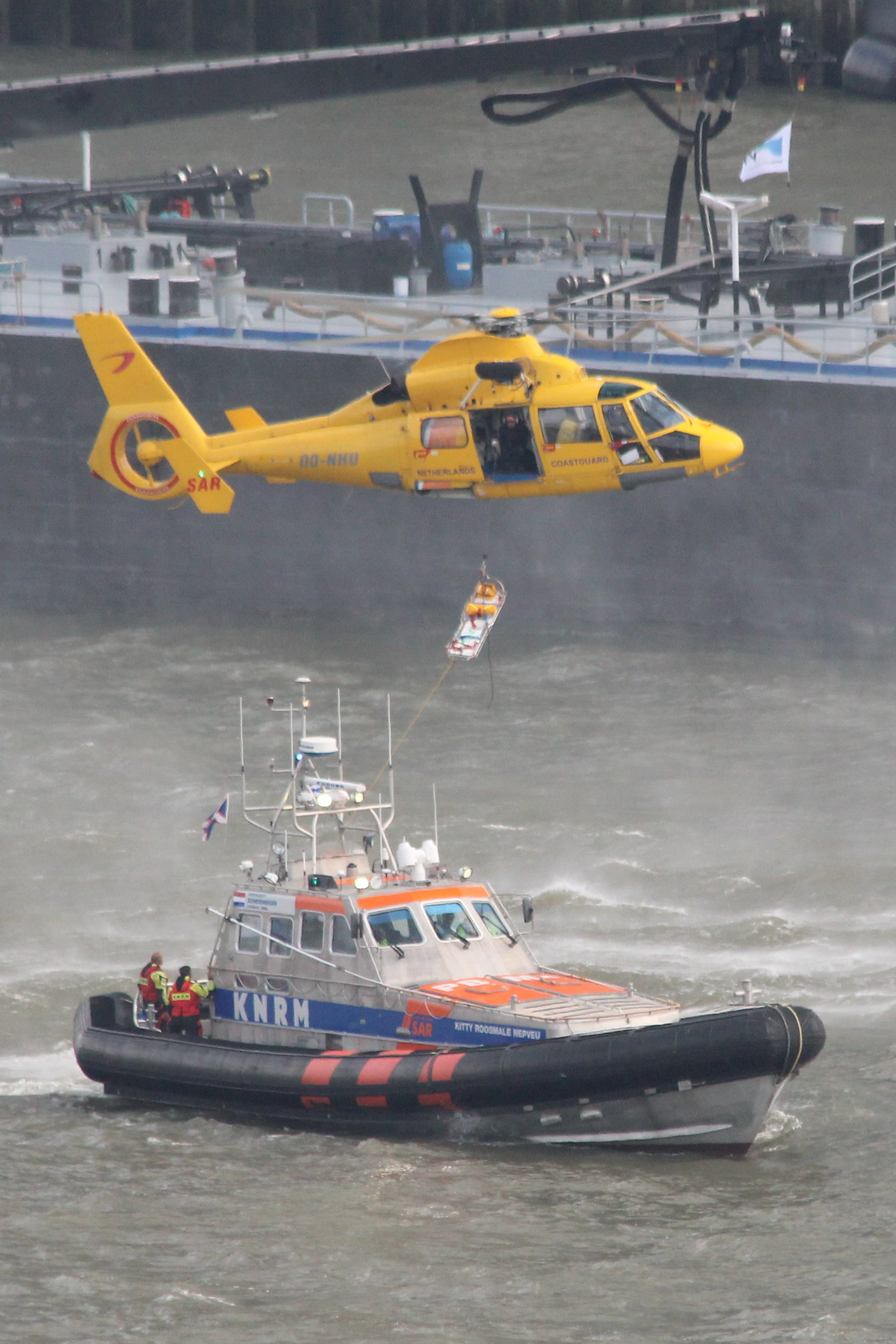
Seenotrettung der KNRM

Für Sucheinsätze über der Nordsee können zwei Flugzeuge Typ Dornier 228-212 der Luftstreitkräfte angefordert werden. Für Rettungseinsätze aus der Luft wird das Marine-Squadron 860 auf dem Flugplatz De Kooy bei Den Helder alarmiert. Da die NH-90 Helikopter der Marineflieger bis 2020 nicht für SAR-Einsätze zur Verfügung stehen muss zwischenzeitlich auf zwei Hubschrauber Eurocopter Dauphin eines privaten Betreibers in De Kooy zurückgegriffen werden.
Für Seenoteinsätze wird die Koninklijke Nederlandse Redding Maatschappij (KNRM) mit ihrer Seenotflotte zum Einsatz gebracht. Daneben stehen auch alle Schiffe der niederländischen Küstenwache für Hilfsmaßnahmen zur Verfügung.
Seit 17. August 2020 wird in den Niederlanden bei einem Seenotfall im Überwachungsgebiet der niederländischen Küstenwache zwischen Retten und Bergen unterschieden wie es auch bei Unfällen oder Pannen im Straßenverkehr gehandhabt wird. Daher wird nicht mehr automatisch die KNRM  alarmiert, sondern nur noch dann, wenn Gefahr für Leib und Leben von Besatzungsmitgliedern oder Dritten besteht. Auslöser können Verletzungen, Erkrankungen oder das Überbordgehen von Personen sein. Eine persönliche Gefahr kann auch bei erheblicher Beschädigung des Schiffs mit Sinken oder ähnlichen Situationen mit anderen im Wasser befindlichen Objekten bestehen. Oder im Fall eines Motorschadens könnte die Gefahr des Abtreibens in eine stark befahrene Fahrrinne bestehen. In all diesen Fällen liegt ein SAR-Notfall vor, der in die Zuständigkeit der Küstenwache fällt. Als gesetzliche Regierungsaufgabe übernimmt die Küstenwache kostenfrei die Koordinierung und Bereitstellung der Soforthilfe. Der Küstenwache steht es bei jedem Vorfall frei, die KNRM oder einen anderen Rettungsdienst zu beauftragen.
Für ungefährliche Situationen auf See, die hauptsächlich durch eigene Fehler entstanden sind und nur eine missliche Lage darstellen, muss der Schiffsführer auf eigene Kosten selbst für Hilfe sorgen. Beispiele dafür sind das Festkommen in einer gut betonnten Fahrrinne, ein Motorausfall wegen mangelnder Wartung oder das Liegenbleiben aufgrund von Kraftstoffmangel. Den Helder Rescue ist dann nicht für die Organisation und Abwicklung zuständig. In einem solchen Fall muss der Hilfesuchende einen eigenen Rettungsdienst beauftragen oder sich an die KNRM-Notrufzentrale wenden. Andernfalls leistet das MRCC nur noch Unterstützung durch das Aussenden eines allgemeinen Rufs an alle Rettungsdienste der Region und der Hilfesuchende muss abwarten, wer sich auf den Ruf hin meldet.

## Zusammenarbeit
Gemäß SAR-Konvention sind Arbeitsabkommen mit den angrenzenden Staaten Deutschland, Großbritannien und Belgien und ihren MRCC zu schließen:
- Deutschland: MRCC Bremen
- Belgien: MRCC Oostende
- Vereinigtes Königreich: MRCC Dover